# Formigueret de gorja cendrosa
El formigueret de gorja cendrosa (Herpsilochmus parkeri) és una espècie d'ocell de la família dels tamnofílids (Thamnophilidae).

## Hàbitat i distribució
Habita la selva pluvial dels Andes del nord de Perú.